# Taraxacum tenebricans
Taraxacum tenebricans — вид рослин з родини айстрових (Asteraceae), поширений у Європі крім півдня, а також у Казахстані та Сибіру.

## Поширення
Поширений у Європі крім півдня, а також у Казахстані та Сибіру.